# آلف بال (بازیکن فوتبال، زاده ۱۸۹۰)
آلف بال (انگلیسی: Alf Ball؛ 1890 – 3 اکتبر ۱۹۵۲ (۶۱−۶۲ سال)) بازیکن فوتبال اهل بریتانیا بود.
از باشگاه‌هایی که در آن بازی کرده‌است می‌توان به باشگاه فوتبال لینکولن سیتی و باشگاه فوتبال منزفیلد تاون اشاره کرد.